# Koos Bloemsma
Jacobus Jan (Koos) Bloemsma (Emmer-Compascuum, 25 februari 1952 - 19 december 1980) was een Nederlandse zanger en gitarist en lid van de bands Bucket Company en Black Lake.
Op 11-jarige leeftijd kreeg hij zijn eerste gitaar en speelde sinds de jaren de jaren zestig in verschillende bands zoals de Bucket Company en maakte in 1975 de overstap naar Black Lake. Naast zanger was hij ook songwriter en schreef onder andere het nummer Boer Harms dat werd gezongen door The Dutch Boys. In de nacht van 19 december 1980 om 2:30 uur kwam hij om het leven bij een auto-ongeluk op 28-jarige leeftijd.
Op 9 september 2009 was er een ode aan Koos Bloemsma in toenmalig theater De Muzeval in Emmen. Hierbij maakte de zanger Bouke bekend dat hij familie was van Koos Bloemsma.

## Discografie

### Albums
| Album met eventuele hitnotering(en) in de Nederlandse Album Top 100 | Datum van verschijnen | Datum van binnenkomst | Hoogste positie | Aantal weken | Opmerkingen |
| ------------------------------------------------------------------- | --------------------- | --------------------- | --------------- | ------------ | ----------- |
| Koos Bloemsma                                                       | 1981                  | -                     | -               | -            |             |